# Eric Eldred
Eric Eldred (né en 1943) est un défenseur de l'alphabétisation américain et le propriétaire d'Eldritch Press . 
Eric Eldred a été décrit comme un ancien programmeur et administrateur de systèmes, un écrivain de Boston et un analyste technique basé dans le New Hampshire. Il est chercheur indépendant et a publié pour la première fois en ligne l’ensemble des œuvres de Nathaniel Hawthorne, ainsi que la numérisation de nombreuses œuvres pour le Projet Gutenberg et d’autres. 
Eldred a cofondé Creative Commons et a siégé à son conseil d'administration.